# Peter Cartwright
Peter Cartwright (Krugersdorp, 30 agosto 1935 – Londra, 18 marzo 2013) è stato un attore sudafricano naturalizzato britannico.

## Biografia
Peter Cartwright nacque e crebbe in Sudafrica e nel 1959 si trasferì a Londra, dove studiò alla Royal Academy of Dramatic Art. Attivo in campo teatrale, televisivo e cinematografico, Cartwright ha recitato a lungo sulle scene inglesi, apparendo in classici rinascimentali e moderni come Molto rumore per nulla (Coventry, 1962), L'inganno (Londra, 1976), Ricorda con rabbia (Hornchurch, 1981), Don Carlo (Manchester, 1987) e Rumori fuori scena (Windsor, 1988). In campo televisivo è apparso in diversi episodi di Doctor Who, Casualty e Shackleton, mentre sul grande schermo è noto per aver interpretato Elphias Doge in Harry Potter e l'Ordine della Fenice, anche se fu successivamente rimpiazzato da David Ryall in Harry Potter e i Doni della Morte - Parte 1.
È morto di cancro a Londra all'età di 73 anni.

## Filmografia parziale

### Cinema
- La linea d'ombra (Smuga cienia), regia di Andrzej Wajda (1976)
- Rapina in Berkeley Square (A Nightingale Sang in Berkeley Square), regia di Ralph Thomas (1979)
- Gandhi, regia Richard Attenborough (1982)
- Quarto protocollo (The Fourth Protocol), regia di John Mackenzie (1987)
- Grido di libertà (Cry Freedom), regia di Richard Attenborough (1987)
- Wimbledon, regia di Richard Loncraine (2004)
- Harry Potter e l'Ordine della Fenice (Harry Potter and the Order of the Phoenix), regia di David Yates (2007)

### Televisione
- Warship - serie TV, 1 episodio (1974)
- Edoardo VII principe di Galles (Edward the Seventh) - serie TV, 1 episodio (1975)
- Quiller - serie TV, 1 episodio (1975)
- Crown Court - serie TV, 2 episodi (1975-1978)
- Z Cars - serie TV, 1 episodio (1977)
- Van der Valk - serie TV, 1 episodio (1977)
- La banda dei cinque (The Famous Five) - serie TV, 1 episodio (1978)
- Eddie Shoestring, detective privato (Shoestring) - serie TV, 1 episodio (1979)
- I Professionals (The Professionals) - serie TV, 1 episodio (1979)
- Le avventure di Bailey (Rumpole of the Bailey) - serie TV, 5 episodi (1979-1988)
- Un cane di nome Wolf (Woof!) - serie TV, 1 episodio (1995)
- Shackleton - serie TV, 2 episodi (2002)
- Valle di luna (Emmerdale) - serie TV, 53 episodi (2002-2010)
- Casualty - serie TV, 1 episodio (2003)
- Doctor Who - serie TV, 1 episodio (2010)